# 雅各伯·路加·奧爾特加
雅各伯·路加·奧爾特加-阿拉米諾（西班牙語：Jaime Lucas Ortega y Alamino；1936年10月18日—2019年7月26日）是古巴籍天主教司鐸級樞機及哈瓦那總教區榮休總主教。

## 生平
奧爾特加於1936年10月18日在古巴西部省份馬坦薩斯省城鎮大哈圭出生。他在馬坦薩斯省的神學院學習，及後出國並在加拿大魁北克外方傳教會的神學院留學。他於1964年8月2日在馬坦薩斯教區晉鐸。共產黨政府於1966年至1967年期間將他囚禁。
他於1979年1月14日晉牧，並獲教宗若望·保祿二世任命為比那爾德里奧教區主教。他於1981年11月21日接替榮休的方濟各·阿爾維斯-費爾南德斯而出任哈瓦那總教區正權總主教。
他於1994年11月26日獲擢升為司鐸級樞機，領聖阿桂拉普黎史拉堂區司鐸銜。1988年至1999年，他曾擔任古巴天主教主教團主席。他曾參與2005年和2013年教宗選舉秘密會議，當時選出的教宗分別是本篤十六世和方濟各。
他於2016年4月26日榮休，若望·卡里達·羅德里格斯接替出任哈瓦那總教區正權總主教。
他於2019年7月26日在古巴逝世，終年82歲。

## 榮譽
他被佛羅里達聖托馬斯大學、普洛威頓斯學院、波士頓學院、貝瑞大學、三藩市大學、聖若望大學和普埃夫拉州自治大学授予榮譽博士學位。

## 政治行動
他和另一位主教於2010年5月20日與古巴國務委員會主席勞爾·卡斯特羅會見，討論有關關押持不同政見者問題。

## 牧徽

雅各伯·路加·奧爾特加枢机牧徽